# Split Your Lip
Split Your Lip è l'ottavo album in studio del gruppo musicale svedese Hardcore Superstar, pubblicato nel 2010 dalla Gain Music Entertainment.

## Tracce
1. Sadistic Girls
2. Guestlist
3. Last Call for Alcohol
4. Spit Your Lip
5. Moonshine
6. Here Comes the Sick Bitch
7. What Did I Do
8. Bully
9. Won`t Go to Heaven
10. Honeymoon
11. Run to Your Mama

## Formazione
- Jocke Berg - voce
- Vic Zino - chitarra
- Martin Sandvik - basso
- Magnus Andreasson - batteria